# Метакристали
Метакристали (рос. метакристаллы, англ. metacrystals, нім. Metakristalle m pl) — кристали, що утворилися в процесі метаморфізму або метасоматозу гірських порід під впливом розчинів або флюїдів.

## Загальна характеристика
Кристалобластичні структури утворюються внаслідок перекристилізації і зростання кристалів у твердому стані під впливом їхньої кристалізаційної сили.
Більшість мінералів метасоматичних порід (скарнів, ґрейзенів, вторинних кварцитів тощо) являють собою метакристали.
Інша назва — кристалобласти.

## Штучні метакристали
Створення метаматеріалів із необхідною зонною структурою, топологією та хіральністю за допомогою нанотехнології — новий напрямок сучасної науки.

## Інтернет-ресурси
- metacrystals